# Kengdi
Kengdi (kinesiska: 坑底) är en socken i sydöstra Kina. Den ligger i Shouning härad i staden Ningde i provinsen Fujian, omkring 170 kilometer norr om provinshuvudstaden Fuzhou. Antalet invånare är 10 417. Befolkningen består av 4 992 kvinnor och 5 425 män. Barn under 15 år utgör 24,0 %, vuxna 15-64 år 62 %, och äldre över 65 år 13,0 %.